# Tetradecágono
En geometría, un tetradecágono es un polígono de 14 lados y 14 vértices.

## Propiedades
Un tetradecágono tiene 77 diagonales, resultado que se puede obtener aplicando la ecuación general para determinar el número de diagonales de un polígono, {\displaystyle D=n(n-3)/2}; siendo el número de lados {\displaystyle n=14}, se tiene que:
{\displaystyle D={\frac {14(14-3)}{2}}=77}
La suma de todos los ángulos internos de cualquier tetradecágono es 2160 grados o {\displaystyle 12\pi } radianes.

## Tetradecágono regular

Un tetradecágono regular y sus ángulos principales

Un tetradecágono regular es el que tiene todos sus lados de la misma longitud y todos sus ángulos internos iguales. Cada ángulo interno del tetradecágono regular mide aproximadamente 154,29º o exactamente {\displaystyle 6\pi /7} rad. Cada ángulo externo del tetradecágono regular mide aproximadamente 25,71º o exactamente {\displaystyle \pi /7} rad.
Para obtener el perímetro P de un tetradecágono regular, multiplíquese la longitud t de uno de sus lados por catorce (el número de lados n del polígono).
{\displaystyle P=n\cdot t=14\ t}
El área A de un tetradecágono regular se calcula a partir de la longitud t de uno de sus lados con la siguiente fórmula:
{\displaystyle A={\frac {14(t^{2})}{4\ tan({\frac {\pi }{14}})}}\simeq 15,3345\ t^{2}}
donde {\displaystyle \pi } es la constante pi y {\displaystyle tan} es la función tangente calculada en radianes. 
Si se conoce la longitud de la apotema a del polígono, otra alternativa para calcular el área es:
{\displaystyle A={\frac {P\cdot a}{2}}={\frac {14(t)\ a}{2}}=7(t\cdot a)}

## Simetría

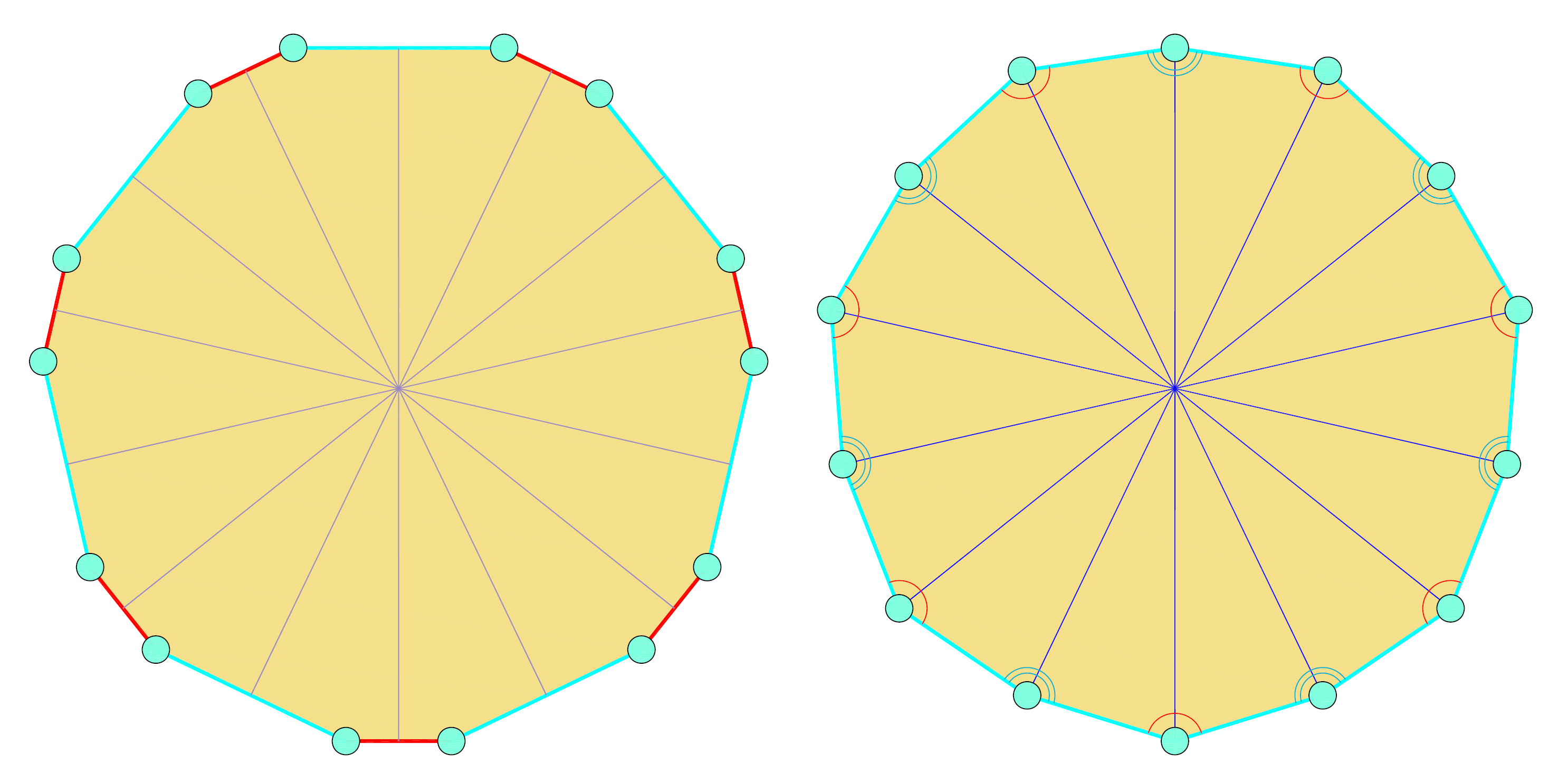
Tetradecágonos tipos p14 y d14, duales entre sí. En el p14, todos los ángulos internos son iguales, pero los lados cian miden el doble que los lados rojos. En el d14, todos los lados miden lo mismo, pero los ángulos internos cian son más amplios que los rojos

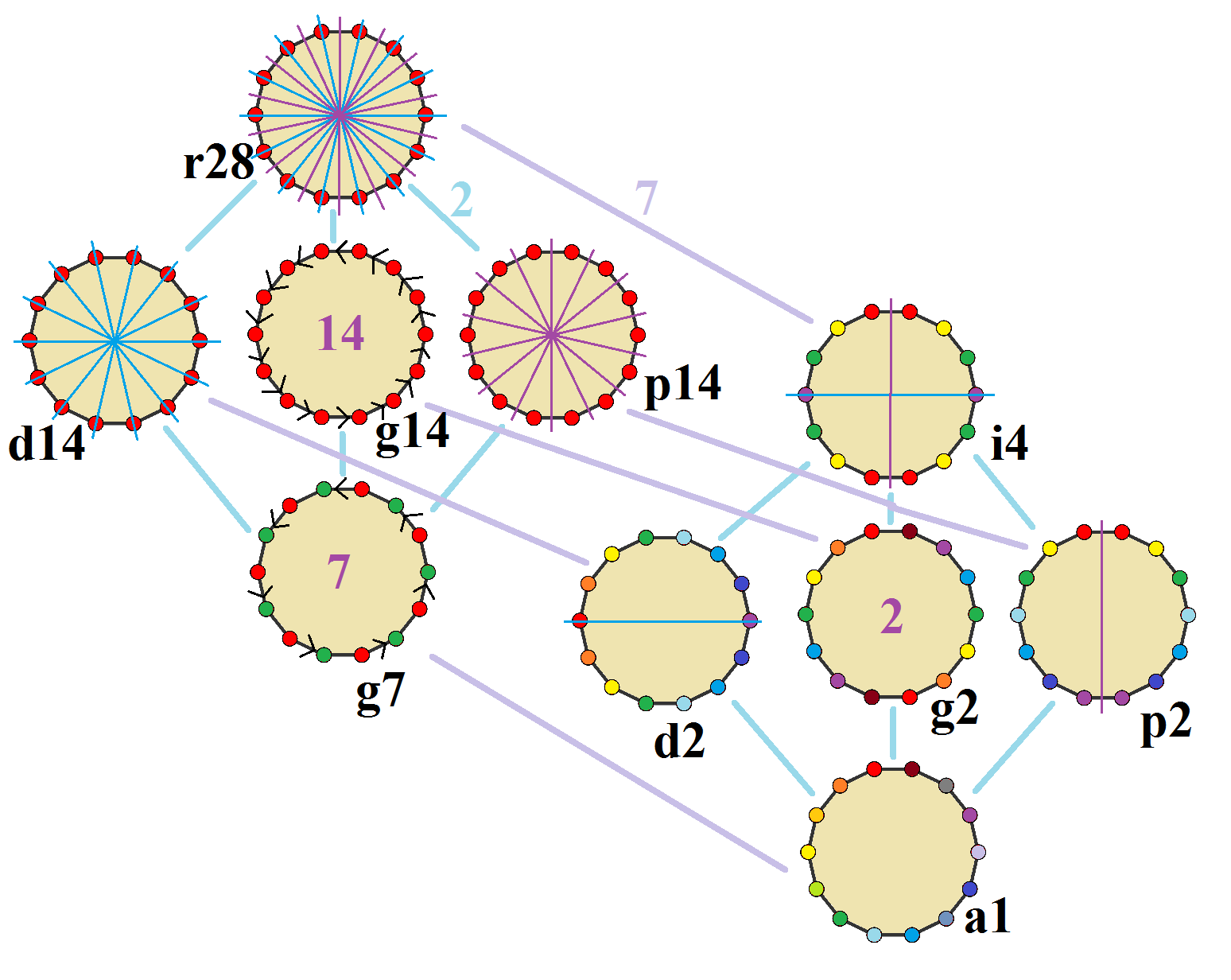
Simetrías de un tetradecágono regular. Los vértices están coloreados por sus posiciones de simetría. Los ejes de simetría azules se dibujan a través de los vértices y los morados a través de los lados. Los órdenes de las simetrías de giro se anotan en el centro

El tetradecágono regular posee simetría diedral Dih14 de orden 28. Cuenta con 3 simetrías diedrales de subgrupo: Dih7, Dih2 y Dih1, y 4 simetrías cíclicas: Z14, Z7, Z2 y Z1. Estas 8 simetrías (el grupo y sus siete subgrupos) adoptan la forma de 10 simetrías distintas en el tetradecágono, un número mayor debido a que los ejes de simetría pueden atravesar tanto vértices como centros de aristas.
John Conway clasificó estas simetrías usando una letra y el orden de la simetría a continuación. Asignó la letra r al grupo de simetría de la figura regular; y en el caso de los subgrupos utilizó la letra d (de diagonal) para las figuras con ejes de simetría solo a través de sus vértices; p para figuras con ejes de simetría solo a través de ejes perpendiculares a sus lados; i para figuras con ejes de simetría tanto a través de vértices como a través de centros de lados; y g para aquellas figuras solo con simetría rotacional. Con a1 se etiquetan aquellas figuras con ausencia de simetría. Los tipos de simetrías más bajos permiten disponer de uno o más grados de libertad para definir distintas figuras irregulares. Solo el subgrupo g14 no tiene grados de libertad, pero puede verse como un grafo dirigido. (Véase un ejemplo en la Teoría de grupos de John Conway)
Los tetradecágonos irregulares de mayor simetría son d14, un tetradecágono isogonal construido mediante siete reflexiones que pueden alternar lados largos y cortos, y p14, un tetradecágono isotoxal, construido con longitudes de borde iguales, pero con vértices alternando dos ángulos internos diferentes. Estas dos formas son duales entre sí y tienen la mitad del orden de simetría del tetradecágono regular.

## Disección
| Proyección de un hipercubo | Disección en 84 rombos |

Harold Scott MacDonald Coxeter estableció que cada zonágono (un 2m-gono cuyos lados opuestos son paralelos y de igual longitud) se puede diseccionar en m(m-1)/2 paralelogramos.
En particular, esto es cierto para polígonos regulares con muchos lados iguales, en cuyo caso los paralelogramos son todos rombos. Para el tetradecágono regular, m=7, y se puede dividir en 21: 3 conjuntos de 7 rombos. Esta descomposición se basa en una proyección en forma de polígono de Petrie de un hepteracto, con 21 de 672 caras. La lista A006245 define el número de soluciones como 24698, incluidas rotaciones de hasta 14 lóbulos y formas quirales en reflexión.
|  |  |  |  |  |  |

## Uso numismático
- El tetradecágono regular se usa como la forma de algunas monedas conmemorativas de oro y plata de Malasia, por el número de lados que representa los 14 estados de la Federación de Malasia.[4]

## Figuras relacionadas

La bandera de Malasia, con una estrella de catorce puntas

Un tetradecagrama es un polígono con forma de estrella de 14 lados, representado por el símbolo {14/n}. Hay dos estrellas regulares: {14/3} y {14/5}, usando los mismos vértices, pero conectando cada tercer o quinto punto. También hay tres compuestos: {14/2} se reduce a 2{7} como dos heptágonos, mientras que {14/4} y {14/6} se reducen a 2{7/2} y 2{7/3} como dos heptagramas diferentes, y finalmente {14/7} se reduce a siete dígonos.
Una aplicación notable de una estrella de catorce puntas está en la bandera de Malasia, que incorpora un tetradecagrama amarillo {14/6} en la esquina superior derecha, que representa la unidad de los trece estados con el gobierno federal.
| Compuestos y polígonos de estrella | Compuestos y polígonos de estrella | Compuestos y polígonos de estrella | Compuestos y polígonos de estrella | Compuestos y polígonos de estrella | Compuestos y polígonos de estrella | Compuestos y polígonos de estrella | Compuestos y polígonos de estrella |
| n                                  | 1                                  | 2                                  | 3                                  | 4                                  | 5                                  | 6                                  | 7                                  |
| Forma                              | Regular                            | Compuesto                          | Estrella                           | Compuesto                          | Polígono estrellado                | Compuesto                          | Compuesto                          |
| ---------------------------------- | ---------------------------------- | ---------------------------------- | ---------------------------------- | ---------------------------------- | ---------------------------------- | ---------------------------------- | ---------------------------------- |
| Image                              | · {14/1} = {14} ·                  | · {14/2} = 2{7} ·                  | · {14/3} ·                         | · {14/4} = 2{7/2} ·                | · {14/5} ·                         | · {14/6} = 2{7/3} ·                | {14/7} o 7{2}                      |
| Ángulo interno                     | ≈154.286°                          | ≈128.571°                          | ≈102.857°                          | ≈77.1429°                          | ≈51.4286°                          | ≈25.7143°                          | 0°                                 |

Los truncamientos más profundos del heptágono regular y del heptagrama pueden producir formas de tetradecagrama intermedio isogonal (figura isogonal) con vértices igualmente espaciados y dos longitudes de arista. Otros truncamientos pueden formar polígonos de doble cobertura 2{p/q}, a saber: t{7/6} = {14/6} = 2{7/3}, t{7/4} = {14/4} = 2{7/2} y t{7/2} = {14/2} = 2{7}.
| Truncamientos isogonales de heptágonos y heptagramas | Truncamientos isogonales de heptágonos y heptagramas | Truncamientos isogonales de heptágonos y heptagramas | Truncamientos isogonales de heptágonos y heptagramas | Truncamientos isogonales de heptágonos y heptagramas |
| Cuasirregular                                        | Isogonal                                             | Isogonal                                             | Isogonal                                             | Cuasirregular Doble recubrimiento                    |
| ---------------------------------------------------- | ---------------------------------------------------- | ---------------------------------------------------- | ---------------------------------------------------- | ---------------------------------------------------- |
| t{7}={14}                                            |                                                      |                                                      |                                                      | {7/6}={14/6} =2{7/3}                                 |
| t{7/3}={14/3}                                        |                                                      |                                                      |                                                      | t{7/4}={14/4} =2{7/2}                                |
| t{7/5}={14/5}                                        |                                                      |                                                      |                                                      | t{7/2}={14/2} =2{7}                                  |

### Polígonos de Petrie
Los tetradecágonos regulares alabeados existen como polígonos de Petrie para muchos politopos de dimensiones superiores, que se muestran en proyecciones oblicuas, que incluyen:
| Polígonos de Petrie | Polígonos de Petrie | Polígonos de Petrie | Polígonos de Petrie | Polígonos de Petrie |
| B7                  | B7                  | 2I2(7) (4D)         | 2I2(7) (4D)         |                     |
| ------------------- | ------------------- | ------------------- | ------------------- | ------------------- |
| 7-ortoplex          | hepteracto          | 7-7 duopirámide     | 7-7 duoprisma       |                     |
| A13                 | D8                  | D8                  | E8                  | E8                  |
| símplex             | 511                 | 151                 | 421                 | 241                 |